# Carteira digital de criptomoeda
Uma carteira digital de criptomoeda é um mecanismo que permite armazenar criptomoedas e realizar transferências utilizando o computador ou celular. Normalmente é um software ou um hardware que permite um usuário guardar seu montante em criptomoeda, podendo também ter outras formas como as paper wallets. Assim como os navegadores estão para a Internet, permitindo um usuário acessar páginas da rede, as carteiras digitais estão para as criptomoedas, permitindo as transações de criptomoeda de maneira facilitada, com segurança e acesso a aplicativos decentralizados.

## Introdução
As carteiras digitais surgiram a fim de facilitar a utilização de criptomoedas e tornar mais seguro seu armazenamento. Diferentemente do dinheiro em uma conta bancária tradicional (fiduciário), onde a conta está associada a um perfil de usuário com informações pessoais sobre o titular e um número de conta, as criptomoedas não precisam, necessariamente, de uma estrutura semelhante para serem armazenadas. 
As carteiras digitais funcionam como uma tela interagindo com a Blockchain. Para enviar bitcoins ou qualquer outro tipo de moeda digital para uma carteira digital, um usuário está assinando a criptomoeda com uma chave privada para o endereço da carteira. Para poder gastar essas moedas, a chave privada armazenada na carteira do usuário deve corresponder ao endereço público ao qual a criptomoeda é atribuída, e, se essa correspondência acontecer, a criptomoeda será atribuída à carteira.
Essa transação é registrada na Blockchain de forma que não pode ser alterada ou apagada. 
As carteiras digitais de criptomoeda de auto-custódia, como aquelas que não exigem KYC (Know Your Customer), não armazenam informações pessoais dos usuários, o que assegura um alto nível de anonimato nas transações. No entanto, isso não significa que as transações são realizadas de forma oculta. Todas as transações são transparentes e podem ser verificadas publicamente por meio de scanners de rede ou exploradores de blockchain. Esses exploradores funcionam como um livro-razão aberto, permitindo que qualquer pessoa consulte os registros operacionais na blockchain, garantindo a integridade e a rastreabilidade de todas as operações.
Normalmente, um usuário compra criptomoedas em uma corretora (como Coinbase, Binance, entre outras), onde as moedas digitais ficam armazenadas na própria plataforma. No entanto, essa prática apresenta riscos significativos. Quando as criptomoedas são mantidas na corretora, o usuário não possui controle total sobre seus fundos, pois as chaves privadas, que são essenciais para acessar e movimentar os ativos, estão sob a custódia da corretora. Isso significa que, em caso de um ataque hacker ou problemas de segurança na corretora, os fundos podem ser perdidos permanentemente, como aconteceu em 2024, onde o presidente eleito da Venezuela bloqueou os fundos de uma importante corretora de cripto, e seus usuários perderam o acesso aos seus ativos digitais.
Por isso, muitos especialistas recomendam a auto-custódia, que consiste em transferir as criptomoedas para uma carteira digital onde o usuário detém as chaves privadas e, portanto, o controle absoluto sobre seus ativos. A auto-custódia elimina o risco de terceiros e garante que apenas o proprietário tenha acesso e controle sobre suas criptomoedas. Dessa forma, mesmo que uma exchange sofra um ataque ou enfrente problemas legais, os fundos do usuário permanecem seguros, fora do alcance de qualquer entidade centralizada.

## Tipos de Carteira de Criptomoedas
Uma carteira de criptomoedas não armazena as moedas em si, mas sim as chaves públicas e privadas que dão acesso aos seus ativos digitais na blockchain. A chave pública é usada para receber criptomoedas, enquanto a chave privada é necessária para autorizar transações. Existem carteiras "quentes" (conectadas à internet), ideais para transações frequentes, e carteiras "frias" (não conectadas a internet), que oferecem mais segurança para armazenamento a longo prazo. As carteiras não custodiais dão ao usuário controle total sobre suas chaves e fundos. As carteiras podem ser divididas de acordo com a quantidade de redes que suportam. 
Podem ser carteiras de cadeia única ou single-chains como Metamask, com suporte dedicado a uma única rede blockchain ou então com suporte multi cadeias, com mais redes de blockchain conectadas como a Coinnomi).  
As carteiras blockchain também podem ser classificadas em relação a sua conexão e operabilidade. 

### Carteiras Conectadas a Internet (hot wallets)
|            | Carteiras Desktop                                                                          | Carteiras Web                                                           | Carteiras de Extensão para Navegador Web                                                                              | Carteiras Mobile |
| ---------- | ------------------------------------------------------------------------------------------ | ----------------------------------------------------------------------- | --- | --- |
| Instalação | Instaladas diretamente no computador                                                       | Acessadas através de um navegador.                                      | Extensões para navegador, facilitando a interação com aplicativos descentralizados (dApps).                           | Aplicativos para smartphones que permitem transações rápidas e fáceis. |
| Segurança  | Oferecem mais segurança, pois as chaves privadas são armazenadas localmente no dispositivo | Acessíveis via navegador, convenientes, porém maior risco de segurança. | Mais seguras que carteiras web tradicionais, pois as chaves privadas geralmente são mantidas localmente no navegador. | Armazenam chaves privadas localmente no smartphone, mas estão mais expostas a ataques devido à conexão constante com a internet. Medidas como 2FA são recomendadas.        |
| Uso        | Usuários que preferem controlar suas chaves privadas e não precisam de acesso constante    | Acesso rápido e fácil de qualquer dispositivo                           | Ideais para quem usa regularmente dApps e jogos e precisa de acesso direto via navegador                              | Transações rápidas e diárias, envio e recebimento de cripto direto do dispositivo móvel. Algumas carteiras oferecem funcionalidades extras, como staking e acesso a dApps. |
| Exemplos   | Infinity                                                                                   | MetaMask                                                                | Klever Extension | Carteira Klever |

### Carteiras Físicas Não Conectadas à Internet (cold wallets)

#### Carteiras de Hardware

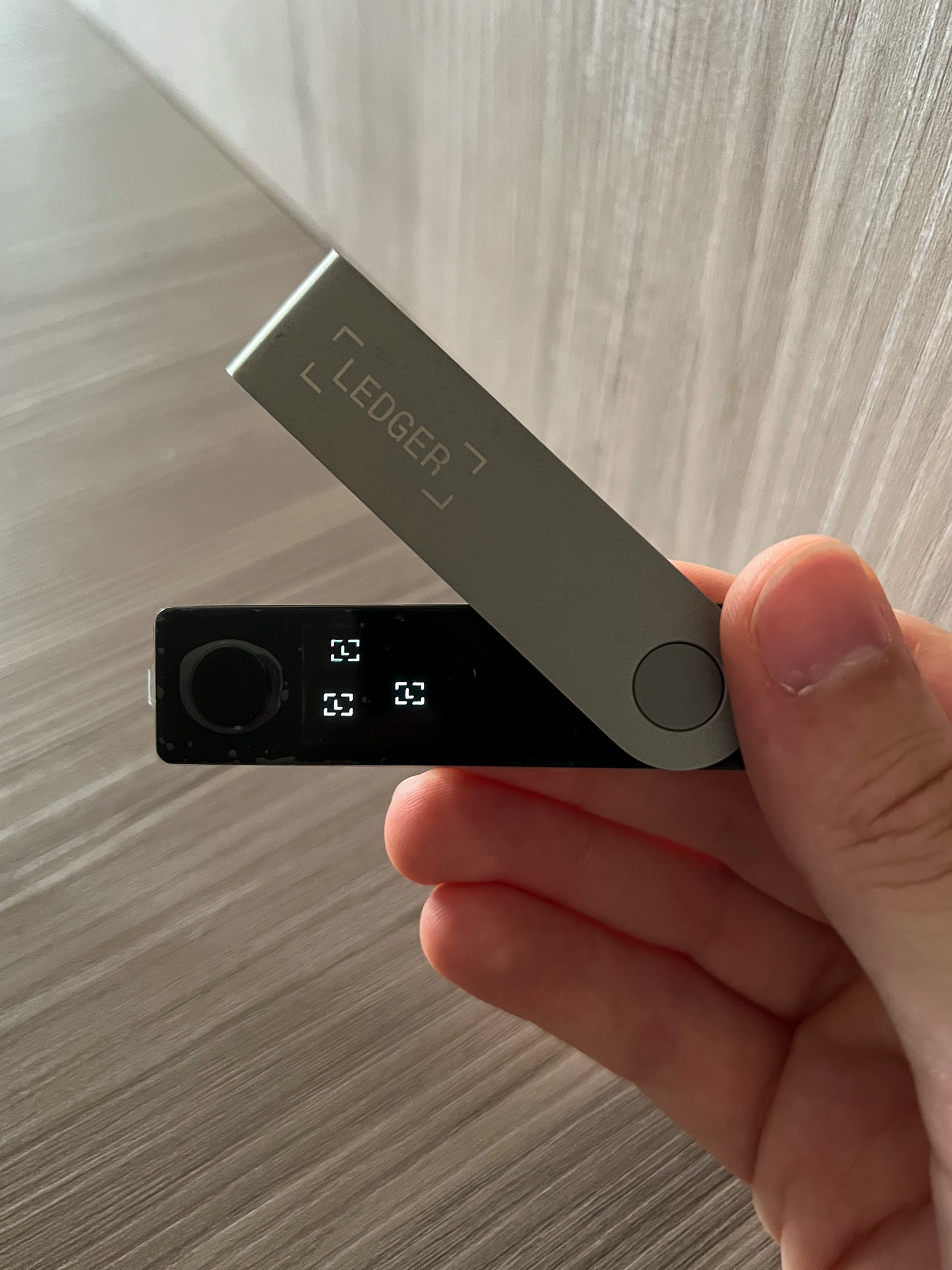
Carteira hardware Ledger Nano X

As carteiras de hardware , são dispositivos físicos que armazenam chaves privadas offline, tornando-as altamente seguras contra ataques maliciosos. Só são conectadas à internet durante transações, o que minimiza o risco de comprometimento do dispositivo e acesso não autorizado. Elas servem como um dispositivo físico a mais na assinatura de transações, ideal para quem armazena ativos por longos períodos (HODL), faz transações de valores elevados ou busca mais segurança na assinatura de contratos inteligentes auto executáveis. Exemplos incluem Trezor, Ledger e KleverSafe, que é a única fabricada no Brasil e homologada pela Anatel (consulta pública disponível através do número de homologação 14800-23-16013 pelo site da anatel). Ao armazenar seus fundos nesse tipo de carteira digital, um usuário está protegido de ataques hackers a corretoras, como aconteceu com a Mt. Gox, uma das maiores corretoras cripto em 2014. Após um ataque de hackers, a Mt. Gox teve 450 milhões de dólares de seus fundos roubados.

#### Carteiras de Papel ou Metal
Ambas armazenam chaves privadas offline, oferecendo proteção contra ataques digitais. As carteiras de papel são vulneráveis a danos físicos, enquanto as de metal resistem a fogo, água e corrosão, garantindo maior durabilidade. São ideais para armazenamento a longo prazo. As chaves precisam ser importadas para uma carteira online ou física de hardware para realizar transações. As carteiras de metal são preferidas para uma proteção mais robusta contra elementos físicos. Ambas requerem cuidados rigorosos para evitar perda ou danos.

## Outros tipos de carteira

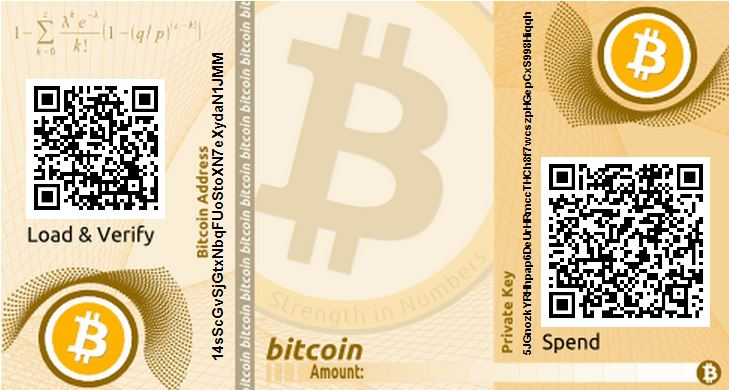
Exemplo de uma carteira de papel de Bitcoin em formato QR Code

Outros tipos de carteira de criptomoedas também existem. O termo Brainwallet se refere ao conceito de memorizar, através do uso de frases mnemônicas, endereços de chave privada do Bitcoin, e dessa maneira, estaria seguro ao ataque de agentes mal intencionados. Porém se a pessoa esquecer ou ficar incapacitada, os bitcoins estarão perdidos.
Outro possível tipo de carteira seria as carteiras físicas (paper wallets), contendo um Código QR, uma chave pública e uma chave privada. Se essa carteira for roubada, a pessoa que tiver esse papel irá conseguir utilizar os fundos associados à carteira.

## Vantagens e Desvantagens
Nas carteiras digitais Desktop ou Mobile, as chaves privadas do usuário são armazenadas localmente no computador ou celular do usuário, não ficando guardadas em um servidor e mais sujeitas a ataques de agentes mal-intencionados (hackers). Por essa razão, o usuário detém o controle de seu dinheiro. Algumas dessas carteiras também dão garantia de anonimato, escondendo o IP do usuário durante as transações de criptomoeda. O código-fonte da maioria das carteiras normalmente está disponível publicamente, uma medida que garante a transparência. Em carteiras que armazenam vários tipos de criptomoedas é possível realizar troca de uma moeda para outra, devido a integrações da carteira com exchanges como ShapeShift. Uma medida de segurança que pode ser realizada pelas carteiras digitais é armazenar os fundos dos clientes offline, como a Coinbase faz com 98% dos fundos de seus usuários, ficando mais protegidos contra-ataques de hackers.
A carteira digital Parity, desenvolvida pelo core developer da criptomoeda Ethereum, Gavin Woods, teve 150 milhões de dólares de seus fundos permanentemente perdidos devido a um bug causado por um desenvolvedor com nome "devops199", quando ao tentar deletar o código que causou o erro ocasionou o congelamento permanente dos fundos.
Uma desvantagem desse tipo de carteira é que caso a carteira digital não esteja disponível, por exemplo os servidores estejam offline ou algum outro problema técnico, o usuário fica impossibilitado de acessar sua conta ou realizar alguma transferência de criptomoeda. Outro fator é que não é de responsabilidade da carteira digital fazer uma transação ser imediatamente aceita pela Blockchain. Um artifício que as hot wallets presentes nas exchanges oferecem é a pré-aprovação de crédito, adiantando o valor transacionado antes da mesma ser validada pelos mineradores na rede Blockchain. Caso um usuário tente intencionalmente gastar a mesma quantia transacionada mais de uma vez, o mesmo pode ter o acesso à carteira negado e perder seus fundos armazenados.

## Anonimato
Nenhuma carteira de criptomoeda, seja software ou hardware, está diretamente vinculada aos dados pessoais do usuário. Contudo, os endereços usados por estas carteiras são os mesmos e todas as transações estão publicamente registradas na blockchain. Caso seja possível associar um endereço com a identidade real do usuário (por exemplo, através de corretoras de criptomoedas ou de serviços que exigem o KYC do usuário), é possível determinar quem detém um endereço. Desse modo, o anonimato do endereço é destruído e é possível rastrear a identidade do usuário. As carteiras estão trabalhando para promover mais anonimato, um exemplo de carteira que proporciona anonimato completo é a Dark Wallet, ainda em versão beta.

## Futuro das carteiras digitais de criptomoeda
As carteiras digitais proporcionam uma maneira mais segura e facilitada de lidar com criptomoedas, seja utilizando soluções baseadas em software ou hardware. Porém, o estado atual das carteiras digitais de criptomoeda ainda é imaturo, vez ou outra surgindo bugs que causam congelamento ou roubo de fundos, por exemplo.
Nessa mudança do mundo digital de centralizado para descentralizado, iniciada com surgimento do Bitcoin, as carteiras digitais podem ter um papel bastante significativo, uma vez que elas lidam diretamente com a Blockchain. Ser utilizada como meio de pagamento no comércio é apenas uma aplicação inicial. As criptomoedas manipuladas pelas carteiras digitais estão presentes em outras aplicações como por exemplo as Ofertas Iniciais de Moeda, onde uma ideia — normalmente apresentada por meio de um whitepaper — é financiada por criptomoedas, semelhante a um crowdfunding. Nesse cenário de mudança para um mundo mais descentralizado e com menos entidades, como o governo, controlando os dados pessoais e corporativos, é perceptível a importância das carteiras digitais, que permitem ao usuário o controle de seu próprio criptodinheiro.